# 이수광
이수광(李睟光, 1563년 3월 14일(음력 2월 20일) ~ 1629년 1월 19일(음력 1628년 12월 26일))은 조선 중기의 문신, 성리학자, 실학자, 외교관, 저술가이다. 왕실 종친의 후손으로 본관은 전주(全州)이며, 자는 윤경(潤卿), 호는 지봉(芝峯), 동원(東園), 시호는 문간(文簡)이다.
선조, 광해군, 인조 세 임금 밑에서 병조좌랑, 안변부사, 순천부사, 도승지, 대사간, 대사헌, 이조참판, 공조참판, 이조판서에 이르기까지 내외직을 두루 역임했고, 사신으로 세 차례나 명나라에 다녀왔으며, 관리로서 임진왜란과 정묘호란을 모두 치렀다.
조선 후기 실학을 등장을 이끈 실학의 선구자이며, 남인 실학 세력의 토대가 된 인물이다.
이수광은 뛰어난 외교력과 문장 능력을 인정받아 28세 때 성절사(聖節使)의 서장관(書狀官)으로, 35세 때 진위사로 명나라 파견되었으며, 49세 때인 1611년에도 중국을 다녀왔다. 당시의 선진국 중국에서 그 문화를 보고 배우는 한편, 세 차례의 사행 기간 중에 안남(安南, 베트남)·유구(琉球, 류큐)·섬라(暹羅, 시암) 사신들과 교유하면서 국제적인 안목을 키울 수 있었다. 이수광에 대한 실록의 졸기(卒記)에는 "그가 중국에 사신으로 갔을 때 안남·유구·섬라의 사신들이 그의 시문을 구해보고 그 시를 자기 나라에 유포시키려고 하였다"는 기록이 있어, 이수광이 당대에 국제적인 경쟁력을 갖춘 인물이었음을 짐작할 수 있다.실학의 선구자로 여겨진다. 이수광은 다양한 분야의 학문을 연구하고 국가 증흥을 위한 사회, 경제 정책을 수립하는 데 일생을 바쳤다. 그는 무엇보다도 실천, 실용의 학문에 힘썼다. 무실을 강조하면서 실생활에 유용한 학문을 섭렵하고 정리했다. 선현들의 사적을 모으는 한편 이를 현재에 어떻게 적용할 것인지 고민했다. "지봉"이라는 호를 딴 《지봉유설》은 이러한 고민의 결과물이다. 1614년(광해군 6년) 8월 27일 위성원종공신 1등(衛聖原從功臣)에 책록되었다.
아들인 이민구(李敏求)의 문하생은 남인의 거두이자 청남의 영수였던 백호 윤휴였다.

## 생애

### 생애 초반
이수광은 경기도 장단군 관아에서 병조판서를 지내고 사후 의정부영의정에 추증된 이희검(李希儉)과 문화유씨(文化柳氏)의 1남 4녀 중 아들로 태어났다. 태종 이방원의 서자로 효빈김씨(孝嬪金氏) 소생 경녕군 이비의 5대손이다. 고조부는 모양군 직이고, 증조부는 선사정(仙槎正)으로 선사군에 추봉된 이승손(李承孫)이며 증조부 선사정은 할아버지 하동부령 증 하동군 이유와 양 할아버지 신당부령 증 신당군 이정 형제를 두었다. 그러나 신당군에게 아들이 없으므로 하동군의 아들들 중 한사람인 이희검이 신당군의 양자가 되었다.
왕족의 후손으로 아버지 이희검(李希儉)은 중종 때의 청백리 정승 류관(柳寬)의 외증손이기도 했다. 류관은 정승의 신분임에도 장마철에 비가 새는 방에서 우산을 받고 살았다는 고사가 전하는 인물이다. 아버지 이희검은 명종 때 문과에 급제하여 선조 때 병조판서에 이르렀고, 청백리로도 녹선되었으며 두번 추증되어 영의정에 추증됐다.
어려서 한성부 동대문 근처에 살았고 17세에 아버지 이희검을 여의었다. 그는 붕당에 거리를 두고 당색에는 초연하였으나 후일 그의 제자들과 그의 아들 이민구의 제자들은 대체로 남인과 북인에 입당하여 활동하였다.
안동김씨 김대섭의 딸과 혼인했는데, 처제의 남편은 홍길동전의 저자 교산 허균이었다. 허균은 당색으로 북인 당원이었고 그는 남인 당원이었다.

### 과거 급제와 임진왜란
1585년(선조 18년) 문과(文科)에 급제하여 이조좌랑 등을 지냈으며 성균관전적을 거쳐 호조좌랑 겸 지제교(知製敎), 병조좌랑 겸 지제교를 지냈다.
그 뒤 승문원의 관리가 되었고, 1590년(선조 23년) 서장관으로 명나라에 다녀왔다. 그해 평난원종공신에 녹훈되었다. 1591년 음력 6월 23일 수찬에 임명되었다.
1592년(선조 25년) 임진왜란 때 경상남도 방어사 조경(趙儆)의 종사관으로 출전하여 용인에서 패하였다.
그 뒤 경상우도 방어사 조준(趙俊)의 종사관이 되었는데, 이때 밀양부사 박진(朴晉)이 일본군의 침략을 보고 밀양성을 불지르고 후퇴했다는 정보를 입수해 그를 비판하였다.
| “ | 박진(朴晉)이 밀양 부사로서 왜적이 크게 쳐들어온다는 소식을 듣고는 성을 지키다가는 반드시 빠져나가지 못할 것으로 여겨 도망갈 계책을 내어 황산(黃山)으로 잔도(棧道)에서 왜적들을 방어하겠다고 핑계하고서 군사를 거느리고 성을 나가 그대로 도망갔다.”며 비판하였다. | ” |

그 뒤 의병을 일으켜 일본군과 여러 번 교전하였으나 이렇다 할 성과를 내지는 못했다. 그해 의주로 가 북도선유어사(北道宣諭御史)가 되어 함경도 지방에서 이반한 민심을 수습하고 되돌아왔다. 이후 의주에 파천한 조정을 따라 활동하며 1593년 홍문관교리, 사헌부지평 등 삼사의 언관직을 거쳐 그 뒤 승정원동부승지, 병조참지 등을 역임했다.

### 관료 생활과 외교, 저술 활동
1597년(선조 30년) 성균관대사성이 되고, 그해 정유재란의 종결을 보았다.
1597년(선조 30년) 진위사(陳慰使) 로서 명나라 북경에 간 이수광은 베트남의 후 레 왕조에서 온 풍극관(馮克寬, Phùng Khắc Khoan)과 만났고, 숙소인 옥화관에서 50일 동안 함께 머물렀다. 두 사람은 한자로 필담을 주고받으며, 두 나라의 역사와 문화 풍속을 이야기하고, 시를 주고 받았다. 베트남으로 돌아간 풍극관은 관리와 유생들에게 이수광의 시를 소개했다. 이 사실은 조완벽이라는 인물에 의해 세상에 알려졌다. 이수광은 〈조완벽전〉을 저술하여 자신과 풍극관의 인연, 조완벽의 일대기를 기록했다.
1605년 외직인 안변부사로 부임했다가 1606년 사직하고 고향으로 되돌아갔다. 1607년 다시 홍주목사에 임명되어 부임했다. 선조의 사후 1609년(광해군 1) 첨지중추부사에 임명되어 내직으로 되돌아왔고, 병조참의에 임명되었다가 승정원도승지에 임명되었다. 그는 사직을 청하였으나 받아들여지지 않았고 도승지로 발탁된 뒤, 대사헌, 예조참판을 거쳐 다시 대사헌이 되고 대사간 등을 지냈다.
1610년 다시 대사헌이 되었다가 동지중추부사로 전임되고 그해 12월 예조참판이 되었다.
1611년(광해군 3년) 5월 다시 대사헌이 되었다가 그해 명나라에 파견되는 주청사(奏請使)로 연경에 왕래하였으며, 당시 명나라에 와 있던 이탈리아 신부 마테오 리치의 저서 《천주실의》 2권과 《교우론(敎友論)》 1권 및 유변(劉汴)의《속이담(續耳譚)》 6권을 얻어 가지고 돌아와 한국 최초로 서양 학문을 도입하였다. (→조선의 대외 관계) 귀국 후에는 대사간·대사헌 등의 언관직(言官職)과 지방 행정직을 맡았다.

### 생애 후반
1613년 계축옥사로 인목대비의 아버지 김제남이 사사되고, 인목대비의 아들 영창대군이 강화도로 유배되자, 관직을 버리고 낙향하였다.
이후 두문불출하고, 중국의 전적(典籍)과 자기의 견문을 토대로 동남아시아와 유럽 사정, 천주교 지식을 소개한《지봉유설》(1614년)을 지었다.:306 (→조선의 대외 관계) 1614년(광해군 6년) 8월 27일 위성원종공신 1등(衛聖原從功臣)에 책록되었다. 1616년 순천부사에 임명되어 발령되었는데, 1618년에는 인목대비가 폐비되어 서궁에 유폐되기까지 하자, 지방관 임기 3년을 마친 후에는 관직을 사양하고 수원으로 내려가 학문 연구와 집필에 전념하였다.
1623년 인조반정으로 재등용되어 도승지·대사간을 지내고 이듬 해 이괄의 난이 일어나자 인조를 공주로 모셨다. 이괄의 난 당시 어가를 호종한 공로로 자헌대부로 승진했다. 당색에 치우치지 않은 관계로 인조 반정 이후에도 서인계열의 견제를 받지 않았다. 이괄의 난이 진압된 뒤 1625년(인조 3년) 사헌부대사헌에 올랐다.
1625년에는 만언차자(萬言箚子)를 왕에게 올려 시정(時政)을 비판하였는데, 여기에서도 그의 실학자로서의 면모가 보인다. 그해 지중추부사로 전임되었다가 다시 대사헌이 되었다. 1627년 정묘호란 때 인조를 강화도로 모셨다. 1628년 의주부윤으로 발령되었다가 얼마 뒤 홍문관대제학으로 전임되었다. 다양한 저서를 남겼던 그는 시문(詩文) 32권, 《채신잡록(采薪雜錄)》ㆍ《독서록해(讀書錄解)》ㆍ《경어잡편(警語雜編)》 각 1권, 《병촉잡기(秉燭雜記)》ㆍ《잉설여편(剩說餘編)》ㆍ《승평지(昇平志)》 각 2권, 《찬록군서(纂錄群書)》 5부(部) 25권, 《지봉유설(芝峯類說)》 25권을 저술로 남겼다.
만년에 중풍으로 병석에 누웠다. 이조판서가 되었으며, 1628년(인조 6년) 12월 이조판서로 재직 중 병사했다. 최종 품계는 정헌대부였다. 그가 죽자 인조는 이틀간 조회를 중단하였다.

### 사후
아들 이성구는 후에 의정부 영의정을 역임한다. 그의 사상은 성리학자 겸 실학자였던 또다른 아들 이민구와 허목을 통해 윤휴, 유형원(柳馨遠), 이서우, 이익(李瀷), 채제공, 정약용(丁若鏞) 등에게로 이어졌고 남인 실학자의 근간을 형성하였다. 수원 청수서원에 제향되었다.
죽은 후 두 아들이 원종공신에 녹훈된 연고로 증 대광보국숭록대부 의정부 영의정 겸 영경연홍문관예문관춘추관관상감사 세자사에 추증되었다. 저서로 《채신잡록》·《병촉잡기》·《찬록군서》 등이 있다. 시호는 문간(文簡)이다.
그의 묘소 《이수광선생묘》는 경기도 양주시 장흥면 삼하리 산90-1번지, 선영 근처 노고산 아래, 길 옆에 위치하고 있다. 1978년 10월 10일 경기도의 기념물 제49호로 지정되었다. 그의 묘소 바로 아래 오른쪽에는 아버지 이희검의 묘, 그 아래에는 아들 이성구의 묘소가 있다.

## 저서
그의 저서 중 지봉유설은 사물의 이치를 설명한 일종의 백과사전 형태의 저작이다.
- 《지봉유설》(芝峰類說) : 백과서적
- 《지봉집》(芝峰集)
- 《채신잡록》(採薪雜錄)
- 《병촉잡기》(秉燭雜記)
- 《찬록군서》(纂錄群書)
- 《해경어잡편》(解警語雜篇)
- 《잉설여편》(剩說餘篇)
- 《승평지》(昇平志)

## 관련 유적
- 비우당(庇雨堂), 부친 이희검이 살던 집이며 그가 저서를 저술한 곳, 서울 종로구 창신3동 원각사 근처 소재. 본래는 이희검의 부인 문화류씨의 고조부 류관이 살던 집이었다.

## 가족 관계[12]
- 친조부 : 하동군(河東君) 이유(李裕)
- 친조모 : 류곤원(柳坤元)의 딸 진주 류씨
- 양조부 : 신당군(神堂君) 이정(李禎)
- 양조모 : 강황(姜璜)의 딸 진주 강씨
  - 부친 : 이희검(李希儉, 1516 - 1579)
  - 모 : 강호덕(姜好德)의 딸 진주 강씨
    - 이복 형 : 이겸광(李謙光, 1539 ~ ?)

  - 친모 : 류오(柳塢)의 딸 문화 류씨
    - 누나 : 이숙례(李淑禮, 1554 ~ ?)
    - 누나 : 이숙란(李淑蘭, 1558 ~ ?)
    - 누나 : 이숙희(李淑姬, 1560 ~ ?)

  - 배우자 : 김대섭(金大渉)의 딸 안동 김씨
    - 장남 : 이성구(李聖求, 1584 ~ 1644)
    - 자부 : 윤열(尹悅)의 딸 파평 윤씨 (본처)
    - 자부 : 권흔(權昕)의 딸 안동 권씨 (후처)
      - 손녀 : 연안 이씨 이일상(李一相)의 처(1612 ~ ?)
      - 손자 : 이상규(李尙揆, 1619 ~ ?)
      - 손녀 : 청주 한씨 한오상(韓五相)의 처(1620 ~ ?)
      - 손자 : 이동규(李同揆, 1623 ~ ?)
      - 손자 : 이당규(李堂揆, 1625 ~ 1684)
      - 손자 : 이석규(李碩揆, 1627 ~ 1666)
      - 손자 : 이태규(李台揆, 1631 ~ 1686)

    - 자부(측실) : 이름 미상
      - 서손녀 : 윤두종(尹斗宗)의 처(1642 ~ ?)

    - 자부(측실) : 정협(鄭協)의 서녀 동래 정씨
      - 서손자 : 이선규(李善揆, 1644 ~ ?)

    - 차남 : 이민구(李敏求, 1589 ~ 1670)
    - 자부 : 윤휘(尹暉)의 딸 해평 윤씨
      - 손자 : 이원규(李元揆, 1608 ~ ?)
      - 손자 : 이중규(李重揆, 1614 ~ ?)

    - 자부(측실) : 이름 미상
      - 서손녀 : 평산 신씨 신변(申昪)의 처(1611 ~ ?)

    - 자부(측실) : 영정(永貞)
      - 서손자 : 이억규(李億揆, 1641 ~ ?)
      - 서손자 : 이말규(李末揆, 1653 ~ ?)

## 이수광의 사상과 철학
본래 총민강기(聰敏强記)하여 기억력이 뛰어났던 이수광은 그 때 중국에 들어가서 주자학이 아닌 새로운 학문 체계가 있는 것을 보고 크게 감명을 받았고, 천주교 교리서인 천주실의를 처음 접하고는 깜짝 놀랐다. 이수광의 철학적 특성은 도학의 정통성을 발판으로 하면서도 성리학의 이론적 천착에로 나가는 방향이 아니라, 인격과의 구체적 실현을 추구하는 실학정신의 발휘에로 지향하고 있어서, 실학의 선구자로 평가받는다.
또한 조선 중,후기로 가면서 사헌부와 사간원의 관리들이 제 소임을 못하고 권신, 재상들의 비위를 맞추는 것을 질타, 탐관오리를 탄핵해야 한다고 말하며 사헌부, 사간원 관리들은 남달리 청빈해야 하며, 검소한 몸가짐을 가질 것을 역설하기도 했다.

## 평가
당대에 단아하고 염정하며, 또 문학에 재주가 있었다는 평가가 있다.
실학의 길을 연 인물이라는 평가를 받는다.
당시까지만 해도 조선 내에서 베트남은 잘 알려지지 않았는데, 베트남에 관한 글을 쓴 이수광과 베트남에 다녀온 조완벽은 조선 사회에 베트남이라는 국가의 존재와 풍습을 알리는 역할을 했다.

## 기타
그의 상소문 중 1625년 대사헌으로서 왕의 구언(求言)에 응하여 올린 12조목의 〈조진무실차자〉(條陳懋實箚子) 상소는 당시 상소문 중 가장 뛰어난 소장(疏章)이라는 평가를 받는다.
그는 중국어와 만주어에 능했고 한학과 고전 지식도 밝았다. 또한 일본어와 베트남어 역시 구사하고 통역, 번역할 수 있었다.
동작구 사당4동 산44-7번지 산에 있는 이수광의 묘는 그와 동명이인의 묘이다. 동작동에 묻힌 이수광은 정종의 아들 덕천군 후생의 후손이다.

## 같이 보기
- 지봉유설
- 실학
- 이민구
- 윤휴
- 이원익
- 허목
- 유형원
- 이서우
- 이익
- 오상렴
- 채제공
- 정약용

## 참고 문헌
- 춘추관 관원들 (1616). 《선조실록》.